# St. Joseph (Illinois)
St. Joseph – wieś w Stanach Zjednoczonych, w stanie Illinois, w hrabstwie Champaign.